# L'Auberge de grand chemin
L'Auberge de grand chemin est une nouvelle d'Ivan Tourgueniev, écrite dans son domaine de Spasskoïe-Loutovinovo. Elle paraît en 1855 dans la revue Le Contemporain.

## Résumé
Akim Semionov est un homme qui s’est élevé seul, à la force du poignet. Parti de rien, il a maintenant une auberge florissante. Il se fait dépouiller légalement par Nahoum Ivanov qui rachète son auberge à vil prix auprès de la noble à qui le terrain appartient.
La transaction est effectuée avec le propre argent de Semionov, car sa femme, qui a trente ans de moins que lui, lui a volé ses économies pour les donner à Ivanov.

## Édition française
- L'Auberge de grand chemin, traduit par Françoise Flamant, Bibliothèque de la Pléiade, édition Gallimard, 1981, 31 pages  (ISBN 978 2 07 010980 7)